# Blankenstein
Blankenstein är en ortsteil i staden Rosenthal am Rennsteig i Saale-Orla-Kreis i förbundslandet Thüringen i Tyskland. Blankenstein var en kommun fram till den 1 januari 2019 när den uppgick i Rosenthal am Rennsteig. Kommunen hade 705 invånare 2018.